# Османо-венецианский морской договор (1416)

Карта восточного Средиземноморья

Османо-венецианский морской договор — соглашение, заключённое в 1416 году между Османской империей и Венецианской республикой, которое положило конец непродолжительному конфликту между двумя государствами, подтверждающее венецианские владения в Эгейском море и на Балканах и установило правила морской торговли между ними.

## Предыстория
В начале XIV века, после распада Конийского султаната, ряд анатолийских бейликов, в том числе Карасы, Айдын и Ментеше получили независимость и выход к Эгейскому морю. Однако в конце того же века они были аннексированы Османской империей, мощь которой значительно выросла. Османы получили в собственность флоты с командами бывших независимых бейликов. Пополнив и расширив, таким образом, свой флот, османы стали представлять угрозу венецианскому доминированию в Эгейском море. Несмотря на то, что впоследствии во время кампании Тамерлана бейлики на короткое время вновь получили независимость, восстановить свои флоты они так и не смогли.
В 1415 году, вскоре после Османского междуцарствия, Венецианская республика отправила 10 галер во главе с Пьетро Лоредано в Мраморное море для контроля над Османским флотом. Получив подкрепление с Эгейских островов (большинство из которых были под властью Венеции), этот флот впоследствии контролировал акваторию всего Мраморного моря.
29 мая 1416 года состоялась битва при Галлиполи, в ходе которой венецианский флот одержал сокрушительную победу, и османы потеряли своего адмирала Чалы-бея. Генерал-капитан Пьетро Лоредано тогда же безуспешно пытался захватить османский порт Лапсеки, однако вынужден отступить.

## Договор
При посредничестве византийского императора Мануила II Палеолога обе стороны пришли к соглашению по следующим пунктам:
- Военнопленные с обеих сторон подлежали обмену.
- Обе стороны обязались противостоять пиратству.
- Венеция получила торговые льготы на территории Османской империи.